# Ernie Eves
Ernie Eves (né le 17 juin 1946) est un homme politique canadien de l'Ontario. Il est le premier ukraino-canadien à devenir premier ministre de l'Ontario, le 23e, du 15 avril 2002 au 23 octobre 2003.

## Origines
Né au sein d'une famille ouvrière à Windsor (Ontario), il déménage avec sa famille à Parry Sound, dans le nord de l'Ontario, alors qu'il est adolescent. Eves fréquente l'école de droit Osgoode Hall, est appelé au barreau en 1972 et pratique le droit avec la firme Green and Eves. En 1981, il est candidat progressiste-conservateur dans la circonscription provinciale de Parry Sound ; il défait le candidat libéral Richard Thomas par seulement six voix (ce qui lui vaut par antiphrase le surnom de "Landslide Ernie") mais conserve ensuite ce siège pendant vingt ans.
Eves est ministre dans l'éphémère gouvernement de Frank Miller, comme secrétaire provincial pour le Développement des ressources du 8 février au 22 mars 1985, ministre du Développement des compétences du 22 mars au 17 mai 1985 et ministre des Services sociaux et communautaires du 17 mai au 26 juin 1985. En tant que ministre du Développement des compétences, Eves est également le ministre responsable des Affaires autochtones. À ce titre, il passe à l'histoire en 1985 en proclamant que l'Ontario est en faveur de l'auto-gouvernance autochtone.
Il quitte le cabinet lors de la défaite du gouvernement Miller à la législature et sert à titre de député de l'opposition jusqu'au retour des progressistes-conservateurs au pouvoir en 1995.

## Les années Harris
Eves est un ami proche de longue date de son collègue nord-ontarien, le député Mike Harris. En 1990, Eves appuie la candidature de Harris à la direction du parti. En 1995, après avoir été élu sous la force de la "Révolution du bon sens", un programme de style Reagan prônant des baisses d'impôts et des restrictions budgétaires, Eves est nommé ministre des Finances et vice-premier ministre.
Aux Finances, Eves préside à des restrictions sans précédent aux impôts et aux dépenses publiques, incluant l'éducation, la santé et l'assistance sociale. L'impôt provincial sur le revenu a été coupé de 30 % et les taux d'assistance social de 22 %, éjectant 500 000 personnes des prestations d'assurance sociale.
À titre de ministre des Finances, Eves préside également à deux initiatives controversées de privatisation : le bail à long terme de la centrale nucléaire de Bruce consenti à British Energy et la vente de l'autoroute 407 à SNC-Lavalin.
Lors de sa retraite, Eves affirme que l'impact dévastateur des restrictions de 22 % à l'assurance sociale l'empêchait de dormir la nuit. On dit également que Eves était en conflit avec le risque économique d'ajouter 22 milliards $ à la dette provinciale en coupant les impôts avant d'avoir équilibré le budget. Certains croient que Eves a empêché certaines des initiatives de Harris perçues comme plus radicales durant leurs temps au pouvoir.
Malgré l'amitié proche, les origines et les convictions similaires de Harris et Eves, les deux hommes ont une personnalité publique fort différente. Alors que Harris tentait d'incarner l'image du politicien grass-roots près du peuple, Eves, lui, est exactement le contraire. Il était toujours tiré à quatre épingles, habillé de complets dispendieux ; des documents révèlent qu'il dépensait 25 000 $ par année en vêtements, 5 000 $ en bijoux et 700 $ en nettoyage à sec. Eves arborait également une chevelure lissée qui renforçait son image de politicien superficiel.
La vie personnelle de Eves dans les dernières années du gouvernement Harris est tumultueuse. Son fils, Justin, meurt dans un accident de la route à Parry Sound, et, peu après, son mariage de longue date s'effondre. Eves entame une relation avec une collègue du cabinet, Isabel Bassett, et se sépare de sa femme. Le 8 février 2001, Eves décide de démissionner de son poste à la tête du ministère des Finances pour poursuivre des opportunités dans le secteur privé. Il devient vice-président de la banque d'affaires Crédit suisse First Boston ainsi que partenaire à une firme d'avocat torontoise importante.
Lors d'une élection partielle en mars 2001, il est remplacé en tant que député pour la circonscription de Parry Sound—Muskoka par Norm Miller, fils de l'ancien premier ministre Frank Miller.

## Retour à la politique
Sa retraite est de courte durée. Lorsque Harris démissionne de façon inattendue, Eves choisit d'être candidat au congrès d'investiture du Parti progressiste-conservateur de l'Ontario en 2002. Eves devient immédiatement le favori et la plupart des députés tory et membres du parti se rallient à lui. Eves résiste à une campagne déterminée de la part de son successeur aux Finances, Jim Flaherty, qui prône un programme plus à droite pour plaire aux militants du parti. La campagne de Flaherty s'attaque furieusement à Eves, le qualifiant de "bavasseur sériel" et de "pâle copie de Dalton McGuinty". Eves est élu chef du Parti progressiste-conservateur le 23 mars 2002 au deuxième tour de vote.

## Premier ministre
Eves est assermenté à titre de 23e premier ministre de l'Ontario le 15 avril 2002 et revient à la législature en tant que député de Dufferin—Peel—Wellington—Grey après une élection partielle le 2 mai 2002.
Son mandat est toutefois difficile ; le gouvernement tente toujours de se remettre sur pied après l'affaire de Walkerton, où sept personnes sont mortes après avoir bu de l'eau contaminée, lorsque de nouveaux problèmes se déclarent. Le plus sévère est l'ouverture à un marché compétitif dans le système électrique. Des augmentations dans les coûts de réacteurs nucléaires et un été extrêmement chaud s'ajoutent à des problèmes dans la réglementation du marché pour faire grimper les prix d'énergie de façon importante (surtout dans le nord ontarien). Le gouvernement est forcé d'annuler la privatisation et instaure un plafond aux prix de l'électricité, qui se situe sous le prix réel, faisant ainsi payer aux contribuables des centaines de millions de dollars.
À l'automne 2002, un manque de vision du gouvernement progressiste-conservateur permet aux libéraux de dominer l'agenda. Le ministre Cam Jackson est obligé de démissionner lorsque les libéraux révèlent qu'il avait dépensé plus de 100 000 $ pour des repas et de l'alcool dans des restaurants dispendieux et dans des hôtels quatre-étoiles torontois. Eves est également pris au dépourvu lorsque les libéraux découvrent que Mike Harris avait instauré une déduction d'impôt secrète pour les équipes sportives professionnelles à son dernier jour en fonction.
Inquiets du retour à la législature, les conseillers d'Eves conçoivent une opération  de relations publiques qui tourne au d'un désastre : Ils convainquent le premier ministre de faire présenter le budget 2003 du gouvernement par la ministre des Finances Janet Ecker à une conférence de presse télévisée au siège social du fabricant de pièces d'automobile Magna International, au lieu de le faire à la législature. La PDG de Magna était la militante tory célèbre Belinda Stronach, qui est devenue plus tard une ministre libérale au niveau fédéral. Le "budget Magna" a déclenché des accusations que le gouvernement tentait de se soutirer au scrutin de la législature et faisait fi de centaines d'années de tradition parlementaire. De plus, le coût de cet exercice est condamné comme un gaspillage de fonds, considérant que la chambre législative est déjà équipée de matériel vidéo pour la couverture télévisée. Le "budget Magna" devait déclencher une campagne électorale provinciale, mais les réactions sont tellement mauvaises que l'élection est remise à l'automne. Les attaques proviennent non seulement des partis de l'opposition et des médias mais également d'un des membres du parti de Eves, Gary Carr. À titre de Président de la législature, Carr statue que les actions du gouvernement étaient un outrage à la législature. (Subséquemment, la majorité progressiste-conservatrice vote à la législature que les actions du gouvernement ne constituaient pas un outrage.) Le budget comprend également plusieurs suppositions irréalistes qui mène bien des commentateurs à croire que le gouvernement cachait un déficit frôlant le 2 milliards $.
Peu après le budget, le ministre de l'Énergie Chris Stockwell rencontre des problèmes lorsqu'il permet à une compagnie, réglementée par son ministère, de lui payer un voyage en famille en Europe. Après plusieurs semaines de manchettes médiatiques sur le scandale et une décision défavorable du Commissaire à l'intégrité de la province, Eves oblige Stockwell à démissionner.
À l'été 2003, la question de l'énergie vient de nouveau causer des problèmes à Eves. Durant son mandat, le gouvernement tory n'avait pas fait d'importants investissements dans de nouvelles sources d'énergie. Les températures élevées et l'utilisation de climatiseurs poussent le réseau électrique ontarien à la limite, et après la panne électrique nord-américaine de 2003, le service d'électricité provincial est obligé d'acheter de l'énergie à grand prix au Québec. Pendant ce temps, Eves fait des apparitions quotidiennes à la télévision pour annoncer des progrès dans la situation, et appelant le public à conserver l'électricité autant que possible durant cette période. Cet activisme lui vaut une certaine remontée dans les sondages.

## Élection de 2003
En septembre 2003, Eves déclenche une élection, plaçant la date du scrutin au 2 octobre 2003. Bien que la visibilité accordée par la panne électrique eût fait remonter les progressistes-conservateurs à une égalité de courte durée avec les libéraux de Dalton McGuinty dans les sondages, et malgré la réputation des tories ontariens d'augmenter leurs appuis pendant une campagne électorale, Eves est incapable de convaincre les électeurs que son parti mérite de rester au pouvoir. Une grande partie de la plateforme conservatrice ressemblait beaucoup à celle que Jim Flaherty avait prônée lors de la campagne à la direction, et Eves était visiblement mal à l'aise de défendre des politiques auxquelles il s'était opposé un an auparavant. Lorsqu'un travailleur de campagne distribue un communiqué de presse qualifiant le chef libéral Dalton McGuinty de "méchant mangeur de chatons reptilien d'une autre planète", plusieurs électeurs sont rebutés par l'attaque.
En contraste, les libéraux mènent une campagne très contrôlée et disciplinée sur le thème simple du changement. McGuinty paraît prêt pour le poste de premier ministre et tire parti de la frustration des électeurs sur les services publics en état de détérioration et le conflit inutile des gouvernements Harris et Eves. Eves est incapable de faire des progrès lors des débats des chefs, faisant preuve d'une retenue non caractéristique face aux critiques de McGuinty, et ne réussit pas à faire remonter les appuis à son parti dans les derniers jours de la campagne.
Le 2 octobre 2003, les libéraux remportent 72 des 103 sièges à l'Assemblée législative de l'Ontario, et les tories de Eves seulement 24. Toutefois, Eves est réélu dans sa circonscription par la plus grande marge de tous les candidats progressistes-conservateurs.

## Démission
Chef de l'Opposition, Eves s'attaque au premier budget du gouvernement McGuinty, particulièrement la prime de santé qui viole une promesse électorale de ne pas hausser les impôts. Bien que considéré comme un chef faible, Eves mène dans les sondages d'opinions durant cette période.
Au début de 2004, Eves annonce son intention de démissionner avant le début de la session législative d'automne 2004. Un congrès d'investiture élit John Tory comme son successeur le 18 septembre 2004 ; Eves est officiellement neutre dans la campagne. Tory et Eves partagent un certain nombre d'attributs, les deux provenant de l'aile Red Tory du parti.
On s'attend à ce que Eves démissionne de son siège à la législature durant les fêtes de 2004 afin de permettre au nouveau chef du parti, John Tory, d'intégrer la législature par une élection partielle. La démission de Eves n'arrive pourtant pas ; après une fuite du cabinet de Tory sur la démission imminente de Eves, ce dernier refuse de partir, minant ainsi la crédibilité du nouveau chef. D'autres rumeurs veulent qu'Eves refusait de partir avant d'avoir obtenu un siège au Sénat du Canada ou à un conseil d'administration public. Puisque les nominations de patronage étaient aux mains des libéraux provinciaux et fédéraux, il aurait été difficile pour John Tory de convaincre les gouvernements provincial ou fédéral de faire une telle nomination.
Le 31 janvier 2005, Eves démissionne de son siège à la législature. Après sa démission, bien qu'il ait reçu plusieurs offres importantes du secteur privé, il les aurait toutes refusées.

## Politique fédérale
Pour plusieurs années, Eves était connu comme le partisan le plus important du Parti progressiste-conservateur fédéral au sein du gouvernement de Mike Harris. Il avait appuyé Joe Clark dès le premier tour au congrès d'investiture du parti en 1976, et continue d'appuyer les tories fédéraux dans les années 1990 malgré la montée du Parti réformiste, son rival de droite. Il appuie la candidature de Hugh Segal à la direction du parti fédéral en 1998.
En 2000, Eves achète une carte de membre de l'Alliance canadienne afin d'appuyer la campagne au leadership de Tom Long, mais il rejoint les tories après l'élection de Stockwell Day à la tête du parti. Durant la course à la direction du Parti PC de l'Ontario en 2002, Eves et ses partisans invitent le chef progressiste-conservateur Joe Clark à y assister à titre de délégué d'honneur. Aucune invitation semblable n'est envoyée au nouveau chef allianciste et futur chef tory Stephen Harper. Harper assiste au congrès progressiste-conservateur ontarien en 2004 à titre de chef du Parti conservateur du Canada.
L'appui de Eves au nouveau Parti conservateur du Canada a également été plutôt tiède ; il a notamment fait plusieurs commentaires favorables au gouvernement libéral de Paul Martin en 2003 et 2004.